# Михевичев, Николай Германович
Николай Германович Михевичев — советский военный лётчик, участник советско-финской и Великой Отечественной войн, в годы Великой Отечественной войны — командир 305-й штурмовой авиадивизии 17-й воздушной армии, генерал-майор авиации.

## Биография
Родился в 1907 году, в рядах РККА с 1929 года. В 1939—1940 гг. участвовал в войне с Финляндией, был награждён орденом Красного Знамени.

### Великая Отечественная война
Участник Великой Отечественной войны с 22 июня 1941 года. До 20 октября 1941 года командовал эскадрильей 44-го скоростного бомбардировочного авиаполка, с 20 октября капитан (позднее — майор) Н. Г. Михевичев назначен командиром 601-го легко-бомбардировочного авиационного полка. С 17 октября 1941 был командиром этого полка. С 26 июля 1942 года назначен на должность командира 685-го штурмового авиационного полка.
С апреля по июнь 1943 года был заместителем командира 4-й гвардейской штурмовой авиадивизии, с июня 1943 по 24 апреля 1944 года командовал 305-й штурмовой авиадивизией.
В боях за Донбасс дивизия Н. Г. Михевичева наносила сокрушительные удары по эшелонам врага с награбленным имуществом: заводским оборудованием, хлебом, фуражом и скотом; по складам с боеприпасами. Так, группа восемнадцати Ил-2 этой дивизии полковника Михевичева 25 августа произвела налет на склады боеприпасов на станции Барвенково. Бомбами и реактивными снарядами было создано несколько очагов пожара. После этого налета, как рассказывали позднее железнодорожные рабочие, склады горели и взрывались более двух суток. В результате удара штурмовиков было уничтожено большое количество боеприпасов, продовольствия и снаряжения. В течение нескольких дней через станцию Барвенково не мог проследовать ни один эшелон.
Гитлеровское командование приказало как можно быстрее устранить разрушения полотна и возобновить сообщение. Однако самолёты 305-й ШАД непрерывно наносили удары с воздуха по этому железнодорожному узлу и срывали восстановительные работы. В результате при отступлении фашистам пришлось оставить здесь не только награбленное имущество, но даже свою боевую технику.
Большой ущерб авиация дивизии нанесла и вражеским аэродромам. В районах Барвенково, Краматорской, Красноармейского, Днепропетровска, Близнецов и Канцеровки она уничтожила и повредила около 200 фашистских самолётов.
Под командованием полковника (с 24.10.1943 г.) Н. Г. Михевичева 305-я штурмовая авиадивизия получила почётное наименование «Павлоградская».
Во время одного из боевых вылетов он горел в самолёте, в результате чего было обожжено лицо. По воспоминаниям современников, спасла лётчика добрая украинская женщина. Она вытащила его из кабины и, рискуя всем и вся, так как была немецкая оккупация, спрятала его и лечила домашними средствами от ожогов. Поправившись, он ушел в партизаны, затем снова вернулся в строй летчиков. В благодарность своей спасительнице он ежемесячно посылал ей денежные переводы.

### Начальник военно-учебных заведений
В сентябре 1944 года был назначен начальником Ульяновской ВАШП. Там он получил звание «генерал-майор авиации».
По словам тех, кто служил с Н. Г. Михевичевым, он был «строгим, любое посещение курсантов выливалось в сплошные аресты, сыпал он их налево и направо. Были даже анекдотичные случаи, когда он арестовывал того, кто, как ему показалось умышленно, чихал или кашлял. Курсанты его не уважали и за деспотизм прозвали „горелым генералом“.
Свирепости ему добавлял внешний вид. Во время войны он летал на штурмовике и был сбит на Украине. В самолёте он очень сильно обгорел, обгорело лицо». В 1956 году генерал-майор Н. Г. Михевичев был начальником Кировабадского училища, которое базировалось в Орске. Одновременно с этим он был назначен комендантом местного гарнизона.
С 01.1959 года по 03.1960 год генерал-майор авиации Н. Г. Михевичев был начальником Кременчугского военно-авиационного училища первоначального обучения летчиков ВВС.

## Награды
Генерал-майор Н. Г. Михевичев был удостоен:
- Трёх орденов Красного Знамени
- Ордена Богдана Хмельницкого 2-й степени
- Ордена Отечественной войны 1-й степени
  - Ряда медалей

## Интересный факт
Старший брат комдива Михевичева Дмитрий служил также в 305-й шад. Был удостоен ордена Славы 3-й степени и медали «За боевые заслуги».